# صلاح‌لی (حاجی‌قبول)
صلاح‌لی (به لاتین: Salakhly) یک منطقه مسکونی سابق در جمهوری آذربایجان است که در شهرستان حاجی‌قبول واقع شده است.